# Péndulo de Newton

El péndulo de Newton (de cinco bolas) en movimiento

Dos bolas de igual peso en movimiento aseguran que se distribuye el momentum y la energía.

El péndulo de Newton, pelotas de Newton o cuna de Newton es un dispositivo que demuestra, con el movimiento de pequeñas bolas de metal suspendidas como péndulos, la conservación de la energía y de la cantidad de movimiento. Fue ideado por el físico francés del siglo XVII Edme Mariotte, y en su Principia, el propio Isaac Newton menciona los experimentos realizados por el físico francés sobre la colisión de las bolas suspendidas como péndulos. 
En su versión comercial, está constituido por un conjunto de péndulos idénticos (generalmente cinco) colocados de tal modo que las bolas se encuentran perfectamente alineadas en sentido horizontal y en contacto con sus adyacentes cuando están en reposo. Las bolas están suspendidas de un marco por medio de dos hilos de igual longitud, inclinados el mismo ángulo en sentido contrario el uno con el otro. Esta disposición de los hilos de suspensión permite restringir el movimiento de las bolas en un mismo plano vertical.